# CamelPhat
CamelPhat est un duo britannique de musique électronique, originaire de Liverpool, en Angleterre. Il se compose des DJ et producteurs Dave Whelan et Mike Di Scala. Ils sortent d'abord de la musique sous différents noms, mais trouvent le succès avec leur single Cola, sorti en 2017, qui se classe à la troisième place du UK Dance Chart et à la 18e place du UK Singles Chart.
Ils sortent deux albums studio et de nombreux singles et EP.

## Histoire
Dave Whelan et Mike Di Scala se rencontrent en 2004 et sortent leurs premiers singles sur le label Vice Records deux ans plus tard. De style alors orienté tech house, ils migreront progressivement vers des sons plus deep que les précédents.
En tant que duo, Whelan et Di Scala sortent plusieurs remixes et bootlegs sous différents noms tels que The Bassline Hustlers, Men from Mars et Da Mode. Sous le nom de Pawn Shop, ils sortent le single Shot Away (All Around the World, 2006), basé sur un sample de Gimme Shelter des Rolling Stones, qui se classe à la 100e place du UK Singles Chart. Par la suite, ils sortent plusieurs autres singles sous le nom de Whelan and Di Scala sur différents labels, y compris leur propre Bachelor Pad Recordings, et en utilisant également d'autres pseudonymes tels que Wheels and Disco, Mancini et Shake n' Jack. Entre 2008 et 2014, Dave Whelan est présentateur de radio sur Juice FM.
En 2010, ils sortent leurs premiers enregistrements sous le nom de CamelPhat sur leur propre label Vice Records. En tant que CamelPhat, le duo portait initialement des masques de catch pour dissimuler leur identité car ils « voulaient juste que les gens jugent la musique et pas nous ». En 2011, Dave Whelan et Mike Di Scala deviennent propriétaires d'une boîte de nuit de Liverpool, le Mansion. Le duo sort de nombreux singles et EP sur différents labels et certaines chansons de CamelPhat apparaissent dans les charts Ultratop en Belgique, comme The Act (Spinnin' Deep, 2014), Paradigm featuring A*M*E (Axtone, 2015), Constellations (Spinnin' Deep, 2015), Make 'Em Dance du Light Night EP (Suara, 2016) et Hangin' Out with Charlie du Hangin' with Charlie EP (Suara, 2017).
2014 est l'année de la révélation pour le duo, avec à la clé un premier single sur un label de renommée internationale, Spinnin' Records.
Paradigm, Constellations et Siren Song, trois nouveaux titres sortis courant 2015, réalisent également de belles performances, flirtant avec le haut du classement établi par Beatport. C'est toutefois en 2017 qu'ils connaissent le succès avec leur titre Cola, en collaboration avec Elderbrook. Le titre se classe no 3 de l'UK Dance Chart et no 1 du Billboard Dance Club Songs, et est nommé au Grammy Award du meilleur enregistrement dance en 2018.

## Discographie

### Singles

#### Sous Whelan and Di Scala
- 2005 : Shot Away
- 2006 : Spaced Out
- 2006 : Boosh
- 2006 : Love Comes Quickly
- 2007 : Teardrops (feat. Nikki Belle)
- 2007 : Sunset to Sunrise (feat. Nikki Belle)
- 2008 : Never Let Go
- 2008 : Berlin
- 2008 : The Vamp
- 2008 : Outta Time (feat. Abigail Bailey)
- 2008 : Discoshit
- 2008 : Sleepwalk
- 2008 : Waterfall (avec Oliver Lang)
- 2008 : Close My Eyes
- 2009 : Curves n' Corners
- 2009 : Virgil (vs. Oliver Lang)
- 2009 : Persil (vs. Oliver Lang)
- 2009 : Cuba
- 2009 : Black Sensation
- 2009 : Breath Away (feat. Abigail Bailey)
- 2010 : Lexar
- 2010 : Achilles
- 2010 : Nimbus
- 2012 : The Fox
- 2012 : Rubin
- 2012 : Here I Come (avec Sebastien Drums feat. Mitch Crown)
- 2013 : Open Up Your Heart (feat. Eden)
- 2013 : Thanks For The Memories (feat. Eden)
- 2013 : Funky Express (avec Sebastien Drums)
- 2014 : Rest Of Your Life (feat. Matthew Sleeper)

#### Sous CamelPhat
- 2010 : Amor de Trompeta
- 2010 : Falcon Punch
- 2010 : Roller Girl
- 2010 : Can You Dig It
- 2011 : Girl on Girl
- 2012 : Animal
- 2012 : Right Now
- 2013 : Love 4 The D.O.G.G.
- 2013 : Hollywood (feat. Vegas)
- 2013 : Live For The Music (feat. Erire)
- 2013 : Love 4 The Dogg
- 2013 : NYPD
- 2014 : The Act
- 2014 : Magic Michael
- 2014 : Sun Comes Up (feat. Jaxxon)
- 2014 : 360
- 2015 : Paradigm (feat. A*M*E)
- 2015 : Constellations
- 2015 : Siren Song (feat. Eden)
- 2016 : Paths (avec Redondo)
- 2016 : The Switch
- 2016 : Trip
- 2016 : Let The Rhythm
- 2017 : NYP2
- 2017 : Cola (avec Elderbrook)
- 2018 : Bugged Out (avec Audio Bullys)
- 2018 : Dopamine Machine (avec Ali Love)
- 2018 : Panic Room (avec Au/Ra)
- 2018 : Drop It
- 2018 : Accelerator (avec Solardo)
- 2018 : Breathe (avec Cristoph feat. Jem Cooke)
- 2018 : OK Baby Girl (feat. Thomas Edisson)
- 2019 : Kona / Liberation (avec Alan Fitzpatrick)
- 2019 : Be Someone (avec Jake Bugg)
- 2019 : Rabbit Hole (avec Jem Cooke)
- 2020 : Freak (feat. Cari Golden)
- 2020 : For a Feeling (avec Artbat feat. Rhodes)
- 2020 : Hypercolour (avec Yannis Philippakis de Foals)
- 2020 : Easier (feat. Lowes)
- 2021 : Critical (avec Green Velvet)
- 2021 : April (avec Yousef)
- 2021 : One Summer (avec Yousef)
- 2021 : Temperament Of The Beat (avec Cari Golden)
- 2021 : The Future (avec Rebūke)
- 2022 : Silenced (avec Jem Cooke)
- 2022 : Believe (avec Mathame)
- 2022 : The Sign (avec Anyma)
- 2023 : Secrets (avec Sub Focus & Rhodes & Culture Shock)
- 2023 : Hope (avec Max Milner)
- 2023 : Higher (avec London Grammar)
- 2024 : Running Man
- 2024 : Endlessly (avec Nadia Ali)
- 2025 : Shelter (avec Innellea & Monolink)

#### Sous d'autres noms
- 2004 : All I Ever Wanted (sous Da Mode)
- 2004 : Rule the World (sous High Society)
- 2004 : Love Commandments (sous The Bassline Hustlers)
- 2004 : Venus (sous Men From Mars)
- 2006 : Shot Away (sous Pawn Shop)
- 2008 : Always On My Mind (sous Wheels & Disco)
- 2008 : Nu Skool (sous Shake n' Jack)
- 2009 : Good Times (sous Wheels & Disco feat. Mighty Marvin)
- 2009 : Sun Shine Down (sous Wheels & Disco feat. Mighty Marvin)
- 2010 : Lose Control (sous Mancini)
- 2011 : Supalovin'  (sous Mancini)

### Remixes

#### Sous Whelan and Di Scala
- 2006 : Mason - Exceeder (Whelan and Di Scala Remix)
- 2006 : Narcotic Thrust - Waiting For You (Dave Whelan and Di Scala Remix)
- 2006 : Mason & Princess Superstar - Perfect (Exceeder) (Whelan and Di Scala Remix)
- 2007 : Public Domain feat. Lucia Holm - I Feel Love (Whelan and Di Scala Remix)
- 2007 : DYAD10 - Sugar (Sweet Thing) (Dave Whelan and Di Scala Remix)
- 2007 : Martijn Ten Velden - I Wish U Would (Whelan and Di Scala Remix)
- 2008 : Freemasons feat. Bailey Tzuke - Uninvited (Whelan and Di Scala Remix)
- 2008 : Sarah McLeod - White Horse (Whelan and Di Scala Remix)
- 2008 : DJ Disciple feat. Dawn Tallman - Work It Out (Whelan and Di Scala Club Mix)
- 2008 : Gusto - Disco's Revenge 2008 (Whelan & DJ Scala Dub/ Vocal Mix)
- 2008 : Skepta - Rolex Sweep (Whelan and Di Scala Remix)
- 2008 : Jason Herd vs. Flashlight feat. Jason Heerah - My Girl (Whelan and Di Scala Remix)
- 2008 : Tony Di Bart - The Real Thing (Whelan and Di Scala Remix)
- 2008 : E-Play & Alexanderson feat. Marc Deon - Your Ways (Whelan and Di Scala Remix)
- 2008 : Nalin & Kane vs. Denis The Menace - Cruising (Whelan and Di Scala Remix)
- 2008 : Marc Graham feat. Jessica Jacobs - I Know You're Gone (Whelan and Di Scala Remix)
- 2008 : The Kic Pimpz - No Stopping Us (Whelan and Di Scala Remix)
- 2008 : Danny Dove & Steve Smart feat. Amanda Wilson - Need In Me (Whelan and Di Scala Remix)
- 2008 : Crystal Waters - Never Enough (Whelan and Di Scala Remix)
- 2009 : Albin Myers - Times Like These (Whelan and Di Scala Remix)
- 2009 : Black Box feat. Loleatta Holloway - Ride on Time 2009 (Whelan and Di Scala Remix)
- 2009 : BT - Every Other Way (Whelan and Di Scala Remix)
- 2009 : Moonbeam - All For A Dance (Whelan and Di Scala Remix)
- 2009 : Don Fardon - I'm Alive (Whelan and Di Scala Club Mix)
- 2010 : Kevin Andrews & Felix Baumgartner - Faceless (Whelan and Di Scala Remix)
- 2010 : Yolanda Be Cool & Dcup - We No Speak Americano (Whelan and Di Scala Remix)
- 2010 : Dean Newton - Kuraitani (Whelan and Di Scala Remix)
- 2010 : Lishious & Antonio Carnicero - Porto Alegre (Whelan and Di Scala Remix)
- 2010 : Armin van Buuren feat. Sharon den Adel - In and Out Of Love (Whelan and Di Scala Remix)
- 2011 : Chris Willis - Louder (Put Your Hands Up) (Whelan and Di Scala Remix)
- 2011 : Avicii - Street Dancer (Whelan and Di Scala Remix)
- 2011 : A Lisa - Shine (Whelan and Di Scala Remix)
- 2011 : Stefy De Cicco - Keep On Jumpin' (Whelan and Di Scala Remix)
- 2011 : Tommy Vee & Mauro Ferrucci present Luca Guerrieri - Sharing (Whelan and Di Scala Remix)
- 2011 : CeCe Rogers & Serena - In The Cloud (Whelan and Di Scala Remix)
- 2011 : Major Players - Come With Me 2011 (Whelan and Di Scala Remix)
- 2011 : Steve Smart - Memory (Whelan and Di Scala Remix)
- 2011 : Those Usual Suspects feat. Jay Sebag - Give It To Me (Whelan and Di Scala Remix)
- 2012 : Dada & Mat Frost - Make You Feel (Whelan and Di Scala Remix)
- 2012 : Sebastien Drums feat. Mitch Crown - Fly Again (Whellan and Di Scala Remix)
- 2012 : Sonikross feat. Sara K - My Religion (Oliver Lang & Whelan and Di Scala Remix)
- 2012 : Dirty Laundry - We Could Be One (Whelan and Di Scala Remix)
- 2012 : Global Experience - Fox & Koi (Whelan and Di Scala Remix)
- 2012 : Ian Carey & Rosette feat. Timbaland & Brasco - Amnesia (Whelan and Di Scala Remix)
- 2012 : Bobby Vena & Andy Murphy feat. Livignstone - Let's Go All In (Whelan and Di Scala Remix)
- 2012 : Rob Adans - Abash (Sebastien Drums & Whelan and Di Scala Remix)
- 2018 : Avicii & Sebastien Drums - My Feelings For You (Whelan and Di Scala Remix)

#### Sous CamelPhat
- 2011 : Underworld - Born Slippy (CamelPhat Edit)
- 2012 : Marc Poppcke - Cosmopolitan (CamelPhat Remix)
- 2012 : The xx - Angels (CamelPhat's xx Re-edit)
- 2013 : D.Ramirez & Cevin Fisher - Restless (CamelPhat Remix)
- 2014 : Kydus - Strutt (CamelPhat Remix)
- 2014 : Flip Flop - In Stereo (CamelPhat Remix)
- 2014 : FLC - It's You (CamelPhat Re-Up)
- 2014 : Janet Jackson - That's the Way (CamelPhat Re-Up)
- 2014 : Billon feat. Maxine Ashley - Special (CamelPhat Remix)
- 2014 : Otto Knows - Parachute (CamelPhat Remix)
- 2014 : CamelPhat feat. Jaxxon - Sun Comes Up (CamelPhat Deluxe Mix)
- 2015 : 4Tune500 - Dancing In The Dark (CamelPhat Remix)
- 2015 : Clean Bandit - Stronger (CamelPhat Dark Dub)
- 2015 : Robosonic feat. Stag - Wurd (CamelPhat Remix)
- 2015 : Seinabo Sey - Younger (CamelPhat Remix)
- 2015 : Foxes - Better Love (CamelPhat Remix)
- 2015 : CamelPhat feat. Eden - Siren Song (CamelPhat's Dark Dub)
- 2016 : Ariana and the Rose (en) - Give Up The Ghost (CamelPhat Remix)
- 2016 : Erik Hagleton - Wolliner (CamelPhat Remix)
- 2016 : Alex Metric - Creeper (CamelPhat Remix)
- 2016 : Kidnap Kid feat. Leo Stannard - Moments (CamelPhat Remix)
- 2016 : MK & Becky Hill - Piece Of Me (CamelPhat Remix)
- 2016 : Illyus & Barientos - Strings (CamelPhat Remix)
- 2016 : TCTS - Live For Something (CamelPhat Remix)
- 2016 : Fat Sushi - Warehouse (CamelPhat Remix)
- 2016 : MK & A*M*E - My Love 4 U (CamelPhat Remix)
- 2016 : NIMMO - Dancing Makes Us Brave (CamelPhat Remix)
- 2016 : Ono - Hell In Paradise 2016 (CamelPhat Remix)
- 2017 : Mark Jenkyns feat. Mizbee - Reach For Me (CamelPhat Remix)
- 2017 : DJ Wady & Patrick M - Hulk (CamelPhat 2017 Re-Fix)
- 2017 : Robosonic feat. STAG - WURD (CamelPhat Remix)
- 2017 : James Curd & Diz - Please Don't Play (CamelPhat Remix)
- 2017 : Muto feat. Emerson Leif - Say Nothing (CamelPhat Remix)
- 2017 : MK - 17 (CamelPhat Dub)
- 2018 : Rudimental feat. Jess Glynne & Macklemore & Dan Caplen - These Days (CamelPhat Remix)
- 2018 : Fatboy Slim - Right Here, Right Now (CamelPhat Remix)
- 2018 : Wade - Boys In Da Hood (CamelPhat Remix)
- 2018 : Paul Woolford feat. Kim English - Hang Up Your Hang Ups (The Only One) (CamelPhat Remix)
- 2018 : Lee Foss & Mal Rainey feat. SPNCR - Crawl (CamelPhat Remix)
- 2019 : CamelPhat & Cristoph feat. Jem Cooke - Breathe (CamelPhat Just Chill Mix)
- 2019 : Dirty Vegas - Days Go By (CamelPhat Remix)
- 2019 : Calvin Harris - I'm Not Alone 2019 (CamelPhat Remix)
- 2021 : London Grammar - Lose Your Head (CamelPhat Remix)
- 2021 : Artbat, Sailor & I - Best Of Me (CamelPhat Remix)
- 2021 : Alan Fitzpatrick & Lawrence Hart - Warning Signs (CamelPhat Remix)
- 2021 : Yousef & The Angel - Float Away (CamelPhat Remix)
- 2021 : Bastille - Distorted Light Beam (CamelPhat Remix)
- 2021 : Hosh feat. Jalja - Tighter (CamelPhat Remix)
- 2022 : Eldon - Magic Me (CamelPhat Remix)
- 2023 : Fideles & Be No Rain - Night After Life (CamelPhat Remix)
- 2023 : Pete Tong, Jem Cooke & Jules Buckley - Heat Rising (CamelPhat Remix)
- 2024 : Kölsch & Perry Farrell - I Talk to Water (CamelPhat Remix)

#### Sous d'autres noms
- 2004 : The Shapeshifters - Lola's Theme (Lola Does High Society Vocal)
- 2005 : Whelan and Di Scala - Shot Away (Da Mode Remix)
- 2007 : Whelan and Di Scala feat. Nikki Belle - Sunset to Sunrise (Da Mode Remix)

## Distinctions

### AIM Awards
| Année | Nommé     | Catégorie                       | Résultat   | Réf   |
| ----- | --------- | ------------------------------- | ---------- | ----- |
| 2018  | CamelPhat | Groupe indépendant le plus joué | Nomination | [ 7 ] |

### DJ Awards
| Année | Nommé                  | Catégorie             | Résultat   | Réf    |
| ----- | ---------------------- | --------------------- | ---------- | ------ |
| 2016  | CamelPhat              | Succès                | Nomination | [ 8 ]  |
| 2017  | Cola (avec Elderbrook) | Morceau de la saison  | Lauréat    | [ 9 ]  |
| 2018  | CamelPhat              | Groupe de house music | Lauréat    | [ 10 ] |
| 2019  | CamelPhat              | Tech house            | Nomination | [ 11 ] |

### DJ MagBest of British Awards
| Année | Nommé     | Catégorie       | Résultat | Réf    |
| ----- | --------- | --------------- | -------- | ------ |
| 2018  | CamelPhat | Meilleur groupe | Lauréat  | [ 12 ] |

### Grammy Awards
| Année | Nommé                  | Catégorie                 | Résultat   | Réf    |
| ----- | ---------------------- | ------------------------- | ---------- | ------ |
| 2018  | Cola (avec Elderbrook) | Meilleur morceau de dance | Nomination | [ 13 ] |

### International Dance Music Awards
| Année | Nommé                   | Catégorie                                | Résultat   | Réf    |
| ----- | ----------------------- | ---------------------------------------- | ---------- | ------ |
| 2018  | Cola (avec Elderbrook)  | Meilleur morceau                         | Nomination |        |
| 2019  | Panic Room (avec Au/Ra) | Meilleur morceau de musique électronique | Nomination | [ 15 ] |

### Ivor Novello Awards
| Année | Nommé                  | Catégorie                      | Résultat   | Réf    |
| ----- | ---------------------- | ------------------------------ | ---------- | ------ |
| 2018  | Cola (avec Elderbrook) | Meilleur chanson contemporaine | Nomination | [ 16 ] |

### UK Music Video Awards
| Année | Nommé                       | Catégorie                     | Résultat   | Réf    |
| ----- | --------------------------- | ----------------------------- | ---------- | ------ |
| 2019  | Be Someone (avec Jake Bugg) | Meilleur clip de dance – R.-U | Nomination | [ 17 ] |
| 2019  | Be Someone (avec Jake Bugg) | Meilleure édition d'un clip   | Nomination | [ 17 ] |

### WDM Radio Awards
| Année | Nommé                 | Catégorie                      | Résultat   | Réf    |
| ----- | --------------------- | ------------------------------ | ---------- | ------ |
| 2018  | Cola (avecElderbrook) | Meilleur morceau de dancefloor | Nomination | [ 18 ] |